# اما الیاسون
اما الیاسون (سوئدی: Emma Eliasson؛ زادهٔ ۱۲ ژوئن ۱۹۸۹) بازیکن هاکی روی یخ اهل سوئد است.